# Attentat de 1974 contre Mitsubishi Heavy Industries
L'attentat de 1974 contre Mitsubishi Heavy Industries (japonais :三菱重工爆破事件) est un attentat terroriste à la bombe survenu le 30 août 1974 contre le siège de Mitsubishi Heavy Industries à Tokyo, au Japon, tuant huit personnes et en blessant 376 autres. L'attentat à la bombe a été commis par le Front armé anti-japonais d'Asie de l'Est, une organisation anti-japonaise radicale d'extrême gauche, contre Mitsubishi Heavy Industries pour avoir approvisionné les États-Unis contre le Nord Vietnam pendant la guerre du Viêt Nam.
L'attentat à la bombe de Mitsubishi Heavy Industries en 1974 a été l'attaque terroriste la plus meurtrière au Japon jusqu'à l'attaque au sarin du métro de Tokyo en 1995.

## Contexte
Le Front armé anti-japonais d'Asie de l'Est (Higashi Ajia Hannichi Busō Sensen ; EAAJAF) était une organisation japonaise d'extrême gauche, influencée par le mouvement de la Nouvelle gauche. Fondée en 1972, elle a épousé une idéologie anti-japonaise communiste, à tendance anarchiste. L'EAAJAF considérait l'empire du Japon comme le "mal parfait" et condamnait la guerre du Pacifique comme une "guerre d'agression" commise par le Japon. En 1971, l'organisation qui a précédé l'EAAJAF avait lancé une campagne d'attentats à la bombe non mortels contre l'État japonais, ciblant en particulier les symboles associés à l'impérialisme japonais, mais en 1974 a intensifié sa campagne pour inclure l'utilisation de la violence.
Le 14 août 1974, l'EAAJAF a tenté de faire sauter le pont sur lequel roulait le train royal de l'empereur Hirohito, qu'ils ont baptisé "opération arc-en-ciel", mais cela a été avorté car un membre a été repéré peu de temps avant qu'il ne mette l'opération en action. Le lendemain, Mun Se-gwang (en), un membre coréen-japonais du Chongryon et une organisation militante d'extrême gauche liée à l'EAAJAF, a tenté d'assassiner le président Park Chung-hee de Corée du Sud. Malgré l'échec de Mun à tuer Park, l'attaque a envenimé les relations déjà fragiles entre le Japon et la Corée du Sud et a encouragé la cellule Wolf de l'EAAJAF à commettre de nouveaux attentats terroristes en sympathie avec Mun. L'EAAJAF a ciblé Mitsubishi Heavy Industries, une grande société japonaise qui fabriquait des armes militaires qui ont ensuite été utilisées par les États-Unis contre le Nord Vietnam lors de la guerre du Vietnam au début des années 1970.

## Attentat
Des membres de la cellule "Wolf" (Ōkami) de l'EAAJAF ont planté deux puissantes bombes à retardement artisanales (contenant 45 kilogrammes d'explosifs) dans un pot de fleurs à l'entrée du siège social de Mitsubishi Heavy Industries dans le quartier animé de Marunouchi à Tokyo. L'EAAJAF a donné un avertissement téléphonique aux personnes à l'intérieur du bâtiment huit minutes avant l'explosion, mais il a été rejeté comme une blague, et un autre avertissement est venu quatre minutes plus tard après que le premier avertissement ait été ignoré, mais la central téléphonique n'a toujours pas lancé de procédure d'évacuation. L'une des bombes n'a pas explosé mais l'autre a explosé à 0 h 45 (UTC+9), qui était l'heure du déjeuner. Huit personnes sont mortes : cinq personnes ont été tuées sur le coup (dont deux employés de Mitsubishi) tandis que trois autres sont décédées après avoir été hospitalisées peu de temps après. On estime que 376 personnes ont été blessées dans l'explosion, avec environ 330 personnes transportées à l'hôpital, dont 116 étaient des employés de Mitsubishi. L'explosion a fait exploser tout le verre de l'immeuble de bureaux jusqu'à onze étages de haut, ainsi que le verre des bâtiments en face qui comprenaient le siège de Mitsubishi Electric, et était assez fort pour être entendu de Shinjuku, à plus de 5 kilomètres. Des véhicules et quelques arbres dans les rues ont également été détruits.

## Conséquences
L'attentat à la bombe a causé beaucoup plus de dégâts que prévu par l'EAAJAF en raison du manque d'évacuation, provoquant l'indignation des médias. Un éditeur a déclaré: "Cet incident est un défi des plus atroces pour notre société. La société elle-même était la cible et la victime." Le Japan Times a incité à une "manifestation de colère publique" contre les terroristes. Cependant, le Premier ministre de droite Kakuei Tanaka ainsi que les dirigeants des partis de gauche sont restés silencieux sur l'incident. La nervosité de la population de Tokyo s'est accrue à la suite de deux autres attentats à la bombe perpétrés par le groupe dans la ville en 1974, la police n'ayant toujours pas procédé à des arrestations.
Les membres de l'EAAJAF ont été arrêtés le 19 mai 1975. En 1987, Masashi Daidoji et Toshiaki Masunaga ont été reconnus coupables et condamnés à mort. Daidoji, chef de la cellule Wolf de l'ancien groupe, a déclaré lors des audiences du tribunal que l'attentat à la bombe était "une erreur". En mai 1999, alors qu'il se trouvait dans le couloir de la mort, il s'est excusé auprès des victimes pour la première fois, déclarant : "Le fait que nous ayons fait des victimes n'est pas quelque chose que je peux justifier. Je voudrais m'excuser du fond du cœur." Daidoji est décédé le 24 mai 2017 au centre de détention de Tokyo.
Le 27 février 2024, Un test ADN a révélé qu'un homme mourant qui prétendait être l'un des criminels les plus recherchés du Japon disait la vérité. Les autorités japonaises ont confirmé qu'il s'agissait bien de Satoshi Kirishima, ayant participer à l'attentat à la bombe de Mitsubishi Heavy Industries en 1974.
L'attentat à la bombe de Mitsubishi Heavy Industries en 1974 a été l'attaque terroriste la plus meurtrière telle que définie par les normes modernes qui se soit produite au Japon à l'époque, et est restée la plus meurtrière pendant plus de deux décennies jusqu'à l'attaque au sarin du métro de Tokyo le 20 mars 1995 qui a tué 12 personnes.